# Conilera cylindracea
Conilera cylindracea là một loài chân đều trong họ Cirolanidae. Loài này được Montagu miêu tả khoa học năm 1804.